# Матвеев, Симон Матвеевич
Си́мон Матве́евич Матве́ев (22 июля 1911, Тулуза — 15 сентября 1987, Москва) — советский архитектор, градостроитель. Заслуженный архитектор РСФСР (1972).

## Биография
Симон Матвеевич Матвеев родился 22 июля 1911 года в Тулузе (Франция), затем переехал в Москву. Жил на улице Рождественке. Начал трудовую деятельность поверителем в Палате мер и весов РСФСР, где проработал около двух лет. Затем поступил в Московский архитектурный институт, который окончил в 1934 году.
С 1932 году работал в Планземотделе Моссовета, где вместе с другими студентами принимал участие в разработке первого генерального плана реконструкции города. После окончания института работал архитектором в Горисполкоме Махачкалы. Был призвал в РККА. После демобилизации вновь работал в Москве, в архитектурно-планировочных мастерских Моссовета № 7 и № 8. Принимал участие в проектировании и застройке Ново-Кировской магистрали, Красноворотской площади, Измайловского стадиона. Автор проектов ряда пригородных посёлков, селекционных станций и МТС.
После начала Великой Отечественной войны был призван в армию. Служил в звании военного инженера 3-го ранга, а затем — инженер-капитана. Руководил строительными подразделениями, принимал участие в строительстве авиационных заводов. Затем в составе спецбригады «Гипроавиапрома» занимался проектированием промышленных предприятий и других сооружений.
С 1946 по 1949 год учился в Институте аспирантуры Академии архитектуры СССР. С 1950 по 1958 год работал главным архитектором проектов института «Гипрогор». С 1956 года работал в НИиПИ Генплана города Москвы. Занимал должность главного архитектора проектов, а затем — руководителя мастерской № 1. Занимался разработкой Генерального плана развития Москвы.
Принимал участие в архитектурных конкурсах, 12 его проектов были премированы (среди них — станции метро для Москвы и Ленинграда). Автор ряда статей о проблемах архитектурно-планировочного формирования Москвы в изданиях «Строительство и архитектура Москвы», «Городское хозяйство Москвы», «Моспроектовец», «Строительная газета», «Московская правда», «Известия» и других. Участник экспертиз и член экспертных групп по градостроительным проектам. Преподавал на факультете повышения квалификации градостроителей Московского архитектурного института. Выступал с лекциями и докладами в СССР и за рубежом.
Член Союза архитекторов СССР с 1940 года. Неоднократно избирался членом правления Московской организации Союза архитекторов.
Умер 15 сентября 1987 года.

## Проекты и постройки
в Москве
- Посёлок на станции Лосиноостровская (1930-е)[4]
- Лабораторный корпус НИИ им. Карпова на Яузе[3]
- Павильон «Гидрометеослужба» на ВДНХ[3][6]
- Жилой дом по улице Земляной Вал, 18—22[4]
- Жилой дом по улице Чаплыгина, 13/2[4]
- Жилой дом по Большому Казённому переулку, 7[4]
- Жилой дом в квартале по Семёновской набережной реки Яузы[4]
- Жилой квартал № 15 в Люблино[4]

в других городах
- Планировка и застройка государственных селекционных станций под Красноярском, Ленинградом и Иркутском (1930-е)[3][4]
- Проекты машинно-тракторных станций для Ивановской области (1930-е)[4]
- Проекты укрупнённых колхозных центров для Смоленской области (1930-е)[4]
- Производственные корпуса авиационных заводов (1940-е)[3][4]
- Клуб и административное здание в Омске (1940-е)[3][4]
- Стадион с трибунами на 300 человек в Иркутске (1940-е)[4][6]
- Посёлок коттеджей в Казани, в районе соцгорода (1940-е)[3][4]
- Жилой комплекс в Волгограде[3]
- Жилой дом в Люберцах по Рязанскому шоссе[4]

## Награды и звания
- Заслуженный архитектор РСФСР (04.10.1972)[6]
- Орден Трудового Красного Знамени (1981) — за успешное выполнение заданий 10-й пятилетки[7]
- Медаль «За победу над Германией в Великой Отечественной войне 1941—1945 гг.»[1]